# Come farsi lasciare in 10 giorni
Come farsi lasciare in 10 giorni (How to Lose a Guy in 10 Days) è un film del 2003 diretto da Donald Petrie, con Matthew McConaughey e Kate Hudson.

## Trama
Andie Anderson, ambiziosa, determinata e con alle spalle un master in giornalismo, è «La ragazza come fare…» (The how to do girl) di Composure Magazine, rivista di tendenza e moda più in voga del momento e per la quale Andie scrive frivoli articoli di costume. Non ancora affermatasi sul piano professionale ma consapevole delle proprie aspirazioni, vorrebbe affrontare con la propria penna argomenti più seri sul piano sociale, cosa che il suo lavoro non le permette. Benjamin Barry è invece impiegato in un'importante agenzia per conto della quale cura prevalentemente la pubblicità di articoli sportivi. Audace e molto sicuro di sé, Ben vuole occuparsi del settore dei diamanti, avendo curato egli stesso l'ingresso in agenzia di un importante produttore a livello mondiale.
Andie, per correre in soccorso della sua migliore amica, che è alle prese con una delusione sentimentale e rischia di farsi licenziare, nel corso di una riunione di redazione prende spunto dalla storia della ragazza per confrontarsi con un articolo sugli errori tipici che le donne commettono e che portano inevitabilmente a farsi lasciare, idea che convince immediatamente la direttrice della rivista che ha già in mente un titolo per l'articolo: «Come farsi lasciare in 10 giorni», suggerito più che altro dalla rubrica e dal tempo tecnico rimasto per la stampa. Andie deve quindi mettersi al lavoro. Ha 10 giorni per trovare un ragazzo da far innamorare e per elaborare le sue strategie con l'intento di riuscire a farsi lasciare entro il termine stabilito.
Ben, dal canto suo, deve confrontarsi con due colleghe ambiziose e decise a tutto pur di non perdere la competenza sul settore dei diamanti. Ben non ha molto tempo a disposizione, poiché l'agenzia ha organizzato un evento durante il quale sottoporre ai produttori di diamanti la persona “di punta” dell'agenzia che si occuperà della presentazione del progetto pubblicitario. L'appuntamento è tra 10 giorni.
Anche Composure Magazine parteciperà all'evento organizzato dall'agenzia. Durante un incontro casuale, la direttrice della rivista di tendenza presenta Andie al responsabile dell'agenzia. Le colleghe di Ben, contente di poter conoscere di persona «La ragazza come fare…», chiedono a Andie quale sarà il tema del prossimo articolo e ne vengono quindi a conoscenza.
Intanto, viene organizzata una cena durante la quale le due colleghe di Ben presenteranno al proprio capo le loro idee per la presentazione. Ben non nasconde al capo le sue ambizioni e ne viene fuori una scommessa, basata sullo stereotipo che vuole il diamante come “una cosa per sempre”. Ben ha 10 giorni per presentarsi alla serata mondana accompagnato da una vera fidanzata, conditio sine qua non per ottenere l'incarico.
Nel locale sopraggiungono Andie e le sue amiche, già al lavoro per trovare l'uomo che servirà da cavia per la redazione dell'articolo. La ragazza viene riconosciuta da una delle colleghe di Ben che, sapendo a cosa sta lavorando, cerca di tendere una trappola a Ben che, inconsapevole, viene costretto ad esercitare le sue strategie di seduzione proprio sulla giornalista.
Nonostante i vari sforzi compiuti da Andie per farsi lasciare, Ben resiste e continuano a frequentarsi, finché una sera durante una partita di poker organizzata a casa di Ben, la giornalista non si fa lasciare facendogli fare una serie di gaffe di fronte ai suoi amici. Saranno proprio loro a fare ricredere a Ben la sua decisione, consigliandogli di provare con la terapia di coppia. La terapeuta è in realtà una collega giornalista di Andie, la quale gli consiglia di andare a Staten Island per passare il weekend con la famiglia di Ben. Durante questo periodo, Andie si sente ben accetta e inizia ad innamorarsi veramente di Ben. Al fatidico decimo giorno Ben va alla festa per il progetto accompagnato da Andie in veste di fidanzata. Il suo capo si accorge dei sentimenti che lei prova e concede a Ben il ruolo di persona di punta per la presentazione.
Le sue colleghe, però, raggirano gli amici di Ben, facendo loro confessare a Andie della scommessa. Nel mentre, anche la principale della rivista in preda all'alcol aveva raccontato a Ben la storia dell'articolo senza sapere che il bersaglio di Andie fosse proprio lui. Ciò provoca una sfuriata da parte di entrambi che si conclude con la rottura da parte di Ben del fidanzamento. Tempo dopo, Andie decide di licenziarsi, in quanto nonostante il successo che le è valso l'articolo, non le è concesso scrivere su ambiti esterni alla moda e al gossip. Ben, durante le prove per la sua pubblicità, legge esortato dagli amici l'articolo di Andie su di lui, ove ha scritto che lo amava davvero e che ha commesso un grave errore nel rinunciare a lui per la sua carriera. Così, prima che Andie possa partire per Washington in cerca di un lavoro migliore, Ben la raggiunge affermando di amarla ancora e i due tornano insieme.